# Juljan Shehu
Juljan Shehu (Tirana, 6 settembre 1998) è un calciatore albanese, centrocampista dello Widzew Łódź e della nazionale albanese.

## Carriera

### Club
Il 1º luglio 2018 viene acquistato a titolo definitivo dalla squadra albanese del Kastrioti.
Il 10 giugno 2022 viene acquistato a parametro zero dalla neopromossa squadra polacca dello Widzew Łódź, con cui sottoscrive un contratto biennale con decorrenza a partire dal 1º luglio seguente.

### Nazionale
Debutta con la maglia della nazionale albanese Under-21 il 23 marzo 2019 nella partita valida per le qualificazioni all'Europeo 2021, persa per 1 a 2 contro la Turchia Under-21.
Il 15 marzo 2025 viene convocato per la prima volta in nazionale maggiore, con cui esordisce nove giorni dopo nel successo per 3-0 contro l'Andorra.

## Statistiche

### Presenze e reti nei club
Statistiche aggiornate all'11 marzo 2025.
| Stagione           | Squadra            | Campionato         | Campionato | Campionato | Coppe nazionali | Coppe nazionali | Coppe nazionali | Coppe continentali | Coppe continentali | Coppe continentali | Altre coppe | Altre coppe | Altre coppe | Totale | Totale |
| Stagione           | Squadra            | Comp               | Pres       | Reti       | Comp            | Pres            | Reti            | Comp               | Pres               | Reti               | Comp        | Pres        | Reti        | Pres   | Reti   |
| ------------------ | ------------------ | ------------------ | ---------- | ---------- | --------------- | --------------- | --------------- | ------------------ | ------------------ | ------------------ | ----------- | ----------- | ----------- | ------ | ------ |
| 2018-2019          | Kastrioti          | KS                 | 31         | 4          | CA              | 1               | 1               | -                  | -                  | -                  | -           | -           | -           | 32     | 5      |
| 2019-2020          | Laçi               | KS                 | 33         | 2          | CA              | 2               | 0               | UEL                | 2                  | 0                  | -           | -           | -           | 37     | 2      |
| 2020-2021          | Laçi               | KS                 | 32         | 3          | CA              | 2               | 0               | UEL                | 1                  | 0                  | -           | -           | -           | 35     | 3      |
| 2021-2022          | Laçi               | KS                 | 33         | 4          | CA              | 7               | 1               | UECL               | 5                  | 0                  | -           | -           | -           | 45     | 5      |
| Totale Laçi        | Totale Laçi        | Totale Laçi        | 98         | 9          |                 | 11              | 1               |                    | 8                  | 0                  |             | -           | -           | 117    | 10     |
| 2022-2023          | Widzew Łódź        | EK                 | 24         | 0          | CP              | 0               | 0               | -                  | -                  | -                  | -           | -           | -           | 24     | 0      |
| 2023-2024          | Widzew Łódź        | EK                 | 9          | 0          | CP              | 2               | 0               | -                  | -                  | -                  | -           | -           | -           | 11     | 0      |
| 2024-2025          | Widzew Łódź        | EK                 | 22         | 1          | CP              | 1               | 0               | -                  | -                  | -                  | -           | -           | -           | 23     | 1      |
| Totale Widzew Łódź | Totale Widzew Łódź | Totale Widzew Łódź | 55         | 1          |                 | 3               | 0               |                    | -                  | -                  |             | -           | -           | 58     | 1      |
| Totale carriera    | Totale carriera    | Totale carriera    | 184        | 14         |                 | 15              | 2               |                    | 8                  | 0                  |             | -           | -           | 207    | 16     |

### Cronologia presenze e reti in nazionale
| Cronologia completa delle presenze e delle reti in nazionale ― Albania | Cronologia completa delle presenze e delle reti in nazionale ― Albania | Cronologia completa delle presenze e delle reti in nazionale ― Albania | Cronologia completa delle presenze e delle reti in nazionale ― Albania | Cronologia completa delle presenze e delle reti in nazionale ― Albania | Cronologia completa delle presenze e delle reti in nazionale ― Albania | Cronologia completa delle presenze e delle reti in nazionale ― Albania | Cronologia completa delle presenze e delle reti in nazionale ― Albania |
| Data                                                                   | Città                                                                  | In casa                                                                | Risultato                                                              | Ospiti                                                                 | Competizione                                                           | Reti                                                                   | Note                                                                   |
| ---------------------------------------------------------------------- | ---------------------------------------------------------------------- | ---------------------------------------------------------------------- | ---------------------------------------------------------------------- | ---------------------------------------------------------------------- | ---------------------------------------------------------------------- | ---------------------------------------------------------------------- | ---------------------------------------------------------------------- |
| 24-3-2025                                                              | Tirana                                                                 | Albania                                                                | 3 – 0                                                                  | Andorra                                                                | Qual. Mondiali 2026                                                    | -                                                                      |                                                                        |
| 7-6-2025                                                               | Tirana                                                                 | Albania                                                                | 0 – 0                                                                  | Serbia                                                                 | Qual. Mondiali 2026                                                    | -                                                                      | 85’                                                                    |
| 10-6-2025                                                              | Riga                                                                   | Lettonia                                                               | 1 – 1                                                                  | Albania                                                                | Qual. Mondiali 2026                                                    | -                                                                      |                                                                        |
| Totale                                                                 |                                                                        | Presenze                                                               | 3                                                                      |                                                                        | Reti                                                                   | 0                                                                      |                                                                        |

| Cronologia completa delle presenze e delle reti in nazionale ― Albania under 21 | Cronologia completa delle presenze e delle reti in nazionale ― Albania under 21 | Cronologia completa delle presenze e delle reti in nazionale ― Albania under 21 | Cronologia completa delle presenze e delle reti in nazionale ― Albania under 21 | Cronologia completa delle presenze e delle reti in nazionale ― Albania under 21 | Cronologia completa delle presenze e delle reti in nazionale ― Albania under 21 | Cronologia completa delle presenze e delle reti in nazionale ― Albania under 21 | Cronologia completa delle presenze e delle reti in nazionale ― Albania under 21 |
| Data                                                                            | Città                                                                           | In casa                                                                         | Risultato                                                                       | Ospiti                                                                          | Competizione                                                                    | Reti                                                                            | Note                                                                            |
| ------------------------------------------------------------------------------- | ------------------------------------------------------------------------------- | ------------------------------------------------------------------------------- | ------------------------------------------------------------------------------- | ------------------------------------------------------------------------------- | ------------------------------------------------------------------------------- | ------------------------------------------------------------------------------- | ------------------------------------------------------------------------------- |
| 23-3-2019                                                                       | Elbasan                                                                         | Albania under 21                                                                | 1 – 2                                                                           | Turchia under 21                                                                | Qual. Europeo Under-21 2021                                                     | -                                                                               | 68’                                                                             |
| 7-6-2019                                                                        | Istanbul                                                                        | Turchia under 21                                                                | 2 – 2                                                                           | Albania under 21                                                                | Qual. Europeo Under-21 2021                                                     | -                                                                               | 69’                                                                             |
| 9-6-2019                                                                        | Tirana                                                                          | Albania under 21                                                                | 2 – 1                                                                           | Galles under 21                                                                 | Amichevole                                                                      | -                                                                               | 40’                                                                             |
| 11-6-2019                                                                       | Durazzo                                                                         | Albania under 21                                                                | 3 – 1                                                                           | Galles under 21                                                                 | Amichevole                                                                      | -                                                                               |                                                                                 |
| 5-9-2019                                                                        | Amiens                                                                          | Francia under 21                                                                | 4 – 0                                                                           | Albania under 21                                                                | Amichevole                                                                      | -                                                                               | 64’                                                                             |
| 9-9-2019                                                                        | Durazzo                                                                         | Albania under 21                                                                | 0 – 4                                                                           | Austria under 21                                                                | Qual. Europeo Under-21 2021                                                     | -                                                                               | 46’                                                                             |
| 15-10-2019                                                                      | Elbasan                                                                         | Albania under 21                                                                | 2 – 1                                                                           | Kosovo under 21                                                                 | Qual. Europeo Under-21 2021                                                     | -                                                                               | 64’ 90+5’                                                                       |
| 15-11-2019                                                                      | Scutari                                                                         | Albania under 21                                                                | 0 – 3                                                                           | Inghilterra under 21                                                            | Qual. Europeo Under-21 2021                                                     | -                                                                               | 85’                                                                             |
| Totale                                                                          |                                                                                 | Presenze                                                                        | 8                                                                               |                                                                                 | Reti                                                                            | 0                                                                               |                                                                                 |